# ثليث
الثليث جنس نباتي من الفصيلة القطيفية يضم نوعا واحدا مقبولا وعشرة أنواع لم يحسم أمرها بعد.

## من أنواعهالواطنةفيالوطن العربي
- الثليث المخروطي (باللاتينية: Halocnemum strobilaceum) في معظم مناطق الوطن العربي (بلاد الشام والجزيرة العربية ومصر والمغرب العربي) وبعض مناطق حوض البحر الأبيض المتوسط والقوقاز